# سيلفيا كارترايت
سيلفيا كارترايت (بالإنجليزية: Silvia Cartwright)‏ هي محامية وقاضية نيوزيلندية، ولدت في 7 نوفمبر 1943 في دنيدن في نيوزيلندا.